# Acheri
En el folclore americano nativo, particularmente entre los chippewa, un acheri es el fantasma o espíritu de una chica que desciende de las montañas y las colinas por la noche, para traer enfermedades a los humanos, particularmente a niños.
Según las leyendas nativas, el acheri se crea cuando una joven muere trágicamente, luego de lo cual su espíritu retorna para atormentar a los vivos. Son a menudo descritos como mujeres jóvenes de tez pálida, con ojos oscuros o antinaturales. El acheri deja caer su sombra sobre su víctima, provocándole una enfermedad respiratoria de forma casi inmediata. Mientras más se enferma la persona, más poderosa se vuelve el acheri. Por esta causa, se les considera un psicopompo, o espíritu que augura la enfermedad y la muerte. A veces se les llama también "hadas del cerro".
La única defensa contra un acheri es colocarse un lazo rojo alrededor del cuello. El acheri suele traer la muerte a los ancianos u otras personas con bajas defensas del sistema inmunitario.